# Carl Åstrand (1867–1952)
Carl Vilhelm Åstrand, född 22 maj 1867 i Jönköpings Kristina församling, Jönköpings län, död 4 februari 1952 i Linköpings församling, Östergötlands län, var en svensk häradshövding.

## Biografi
Carl Åstrand föddes 1867 i Jönköping. Han var son till arkivarien Adolf Åstrand och Sofia Nordberg. Åstrand avlade 1891 juris kandidatexamen och blev 1909 häradshövding i Åkerbo, Bankekinds, Hanekinds, Memmings och Skärkinds häraders domsaga och 1924 i Linköpings domsaga.  Han avled 1952 i Linköping.

### Familj
Åstrand gifte sig 1911 med Elna Lindström (född 1885), dotter till byggmästaren Axel Lindström och Anna Johansson.